# Intel Core 2
Core 2 — восьме покоління мікропроцесорів архітектури x86-64 корпорації Intel, засноване на мікроархітектурі Core. Це нащадок мікроархітектури Intel P6, де, починаючи з процесора Pentium Pro, побудовано більшість мікропроцесорів Intel, крім процесорів з архітектурою NetBurst. Вводячи новий бренд, від назв Pentium та Celeron Intel не відмовилася, у 2007 році перевівши їх також на мікроархітектуру Core, були доступні процесори Pentium Dual-Core (не плутати з Pentium D) та Celeron (400-а серія). Тоді об'єдналися мобільні та настільні серії продуктів (розділилися на Pentium M та Pentium 4 у 2003 році).
Перші процесори Core 2 офіційно представлені 27 липня 2006 року. Також як і їхні попередники, процесори Intel Core, вони діляться на моделі Solo (одноядерні), Duo (двоядерні), Quad (чотириядерні) і Extreme (дво- або чотири-ядерні з високою швидкістю і розблокованим множником). Процесори Intel Core 2 з технологією vPro (призначені для бізнесу) включають двохядерні та чотирьохядерні процесори. Вони отримали такі кодові назви: «Conroe» (для домашніх систем), «Merom» (для портативних ПК), «Kentsfield» (чотири-ядерний Conroe) і «Penryn» (Merom, виконаний по 45 нанометровому процесу). Хоча процесори «Woodcrest» також засновані на архітектурі Core, вони випускаються під маркою Xeon. З грудня 2006 року всі процесори Core 2 Duo виробляються з 300 міліметрових пластин на заводі Fab 12 в Аризоні, США і на заводі Fab 24-2 в County Kildare, Ірландія.
На відміну від процесорів архітектури NetBurst (Pentium 4 і Pentium D), у мікроархітектурі Core ставка робиться не на підвищення тактової частоти, а на поліпшення інших параметрів процесорів, таких як кеш, ефективність і кількість ядер. Розсіювана потужність цих процесорів значно нижча, ніж у настільної лінійки Pentium. З параметром TDP, рівним 65 Вт, процесор Core 2 має найменшу розсіювану потужність серед всіх доступних у продажу настільних чипів, зокрема на ядрах Prescott (у системі кодових імен Intel) з TDP, рівним 130 Вт, і на ядрах San Diego (у системі кодових імен AMD) з TDP, рівним 89 Вт.
Особливостями процесорів Intel Core 2 є EM64T (підтримка архітектури AMD64), технологія підтримки віртуальних x86 машин (en), NX-біт і набір інструкцій SSE3. Крім того, вперше реалізовані такі технології: LaGrande Technology, вдосконалена технологія SpeedStep і Active Management Technology (iAMT2).

## Віртуальна машина або можливості віртуалізації
Core 2 та інші процесори LGA 775 можуть підтримувати віртуалізацію, якщо програмне забезпечення віртуальної машини (VM) підтримує ці процесори, наприклад, процесор підтримує «VT-x з EPT».
Нові версії програмного забезпечення віртуальної машини не підтримують процесори, старіші за Nehalem (Core 2 і старіші), оскільки старі процесори не підтримують Intel VT-x з розширеною таблицею сторінок (EPT), яку також називають трансляцією адрес другого рівня (SLAT). Intel VT-x з EPT був представлений на новій мікроархітектурі Nehalem, випущеній у 2008 році.

## Процесорні ядра
Процесори під брендом Core 2 включають: Conroe/Allendale (двохядерники для настільних комп’ютерів), Merom (двохядерники для ноутбуків), Merom-L (одноядерники для ноутбуків), Kentsfield (чотирьохядерний для настільних комп’ютерів) і оновлені варіанти під назвою "Wolfdale" (двохядерники для настільних комп'ютерів), Penryn (двоїядерники для ноутбуків) і "Yorkfield" (чотирьохядерники для настільних комп'ютерів) «Kentsfield» (чотирьохядерний Conroe) і «Penryn» (Merom, виконаний по 45 нанометровому процесу).
Процесори з брендом Core 2 мають технологію віртуалізації без EPT (за деякими винятками), Execute Disable Bit та SSE3. Ця мікроархітектура Core представила з нових технологій Trusted Execution Technology, Enhanced SpeedStep і Active Management (iAMT2). У порівнянні з минулими процесорами Intel, серії Pentium D яка споживала 130W, нові процесори Core 2 на мікроархітекртурі Conroe споживає лише 65W.

### Conroe
Перші процесорні ядра Core 2 Duo з кодовими іменами Conroe і Allendale були представлені 27 липня 2006 року. Ці процесори створені з використанням 65-нм технологічного процесу і призначені для настільних систем, замінюючи лінійки Pentium 4 і Pentium D. Intel заявляє, що Conroe забезпечує на 40% більшу продуктивність при меншому на 40% енергоспоживанні в порівнянні з Pentium D. Всі Conroe процесори мають 4 Мб L2-кешу, однак, у процесорів E6300 і E6400 половина L2-кешу відключена, тому для використання їм доступно тільки 2 Мб.
Молодші моделі Conroe E6300 (1,86 ГГц) і E6400 (2,13 ГГц), традиційно мають порізаний кеш другого рівня (L2) і, найчастіше, є повноцінними процесорами, які не пройшли контроль якості для старших моделей.
Процесори Conroe відрізняються високим розгінним потенціалом - процесор E6300 здатний досягти тактової частоти в 3 ГГц при використанні гарної материнської плати, що підтримує високі частоти системної шини. Згідно з оглядами, різниця в продуктивності між 2 Мб і 4 Мб кешу другого рівня становить 0-9% в основних застосунках, і 0-16% в іграх. Нерідко користувачам вдається досягти продуктивності топових моделей сімейства. Однак, низький множник на молодших процесорах вимагає наявності материнської плати, що підтримує високі швидкості системної шини.
Високопродуктивні процесори Conroe отримали назви E6600 і E6700 Core 2 Duo, з тактовою частотою відповідно - 2,4 ГГц і 2,67 ГГц. Сімейство має частоту системної шини 1066 МГц, 4 MB загального L2-кешу, і 65-ватний TDP. Порівняння з топовими процесорами AMD показує, що процесори від Intel показують значно кращу продуктивність. Результати розгонів показують, що E6700 і E6600 стабільно працюють на частоті 4 ГГц з повітряним охолодженням і 6,1 ГГц при охолодженні рідким азотом, незважаючи на заблокований множник.
Багато в чому подібні результати стали можливі завдяки настроюваному множнику, який може приймати значення від x6 до x9. Також, використання 65 нм техпроцесу зменшило тепловиділення процесорів, внаслідок чого, став можливий розгін і без використання дорогих систем охолодження. Однак, останні зміни над процесором E6600 (що вважається найпопулярнішим і приємним для розгону) можуть «звести нанівець» ці переваги - процесори останньої серії з маркуванням L640 (виробляються в Малайзії з 1 січня 2007 року до цього дня) виділяють більше тепла, ніж моделі з попередніх партій. Тому, вже при частоті в 3,2 ГГц виникають труднощі із забезпеченням стабільної роботи системи.
Процесори E6320 (1,86 ГГц) і E6420 (2,13 ГГц) надійшли у продаж 22 квітня 2007 року. Відмінною особливістю даних моделей є повноцінний кеш L2, розміром в 4 Мб.

#### Conroe XE
Топова лінійка Core 2 Extreme була офіційно представлена 29 липня 2006 року. Однак деякі продавці представили цей процесор ще 13 липня, хоча і за високу ціну. Менші потужні моделі E6x00 Core 2 Duo були представлені одночасно з моделлю X6800. Вона побудована на ядрі Conroe XE і замінила такі процесори як Pentium 4 Extreme Edition і двохядерний Pentium Extreme Edition. Core 2 Extreme має тактову частоту 2,93 ГГц і 1066 МГц FSB, хоча спочатку очікувалося 3,33 ГГц і 1333 МГц, відповідно. TDP цього сімейства становить 75—80 ват. При максимальному навантаженні X6800 не гріється вище 45 °C, а завдяки включеній технології SpeedStep середня температура в простому становить 25 °C.
Також як настільний Core 2 Duo, він має 4 Мб загального кеш L2. Це значить, що головна відмінність від звичайного Core 2 Duo —— така частота і розблокований множник, що дозволяє симулювати будь-який E6x00 з 4 Мб L2-кеша. Це дало йому найкращі можливості для розгону за допомогою підняття множника до 14X. Усі попередні видання Intel Extreme Edition мали унікальні особливості, такі як підвищена FSB, більше кеш L2 або доданий кеш L3.
Тестування в ігрових і мультимедійних додатках показує, що X6800 має на 40% вище продуктивність, ніж провідні процесори від AMD. X6800 міг бути розігнаний до 3,6 ГГц з звичайним боксовим кулером без підвищення напруги, до 4,1 ГГц з хорошим повітряним кулером і підвищенням напруги, і вище 5,5 ГГц за допомогою рідкого азоту. 

#### Conroe-L
Intel пропонує дешеву одноядерну версію Conroe під кодовою назвою Conroe-L, починаючи з другого кварталу 2007 року, згідно зі статтею на DailyTech. Пізніше Conroe-L не дотримувався основної термінології. Замість цього Intel «відродила» бренди Pentium і Celeron для продуктів на базі Conroe-L.

### Allendale

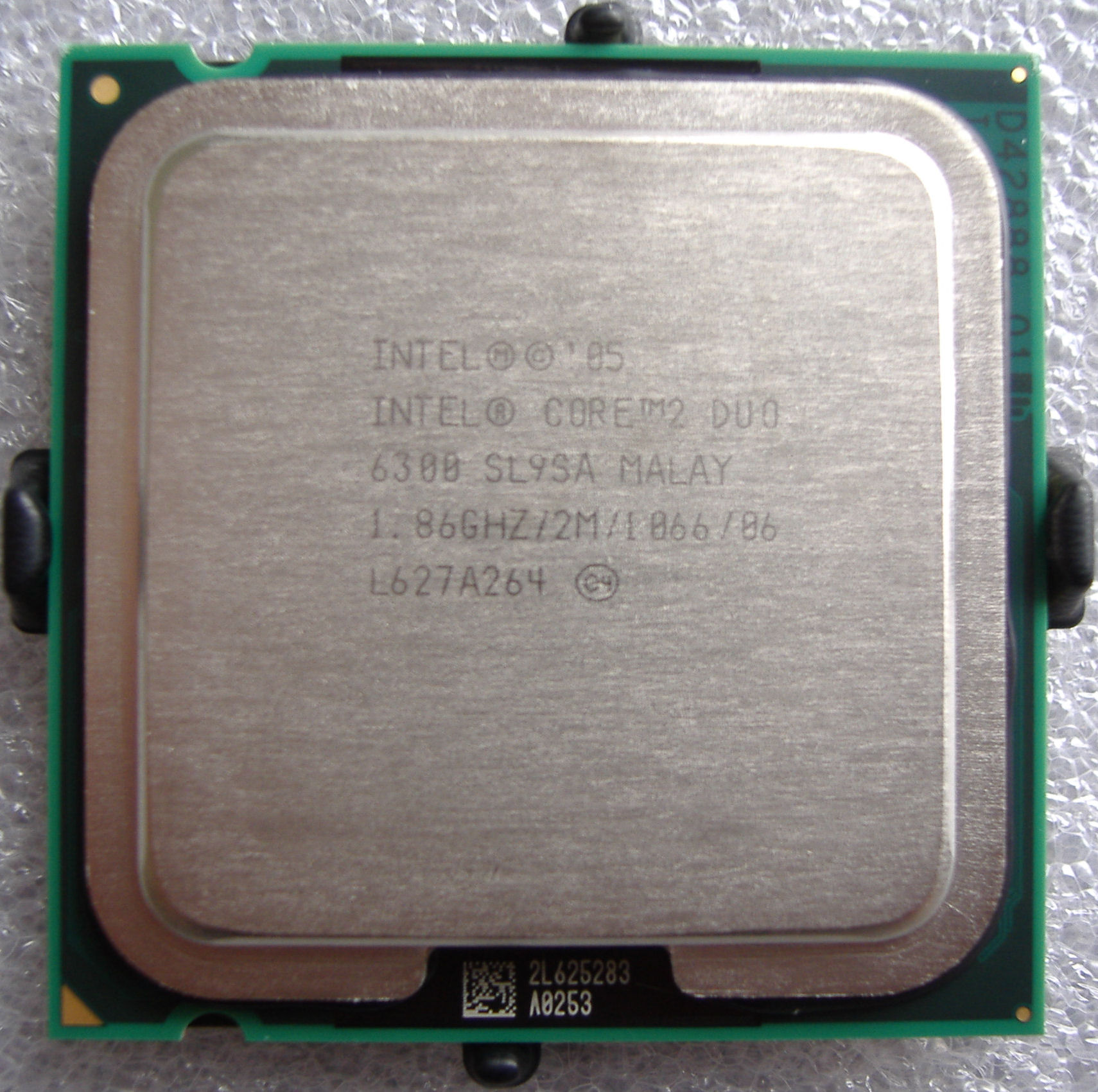
Core 2 Duo E6300 Allendale

Allendale - це кодове ім'я для процесорів Conroe з урізаним до 2 Мб L2-кешем і з 800 МГц FSB. Також сімейство E4000 позбулося технології підтримки апаратної віртуалізації Intel VT.
Є деякі припущення вважати, що нові процесори E6300 і E6400 відносяться до сімейства Allendale, однак, Intel стверджує, що ці процесори продовжують називатися Conroe. Підтвердження цього факту можна виявити в різних частотах FSB серій E6000 (Conroe) і E4000 (Allendale) (4х266 МГц у E6000 і 4х200 МГц у E4000).
Вироблені з 21 січня 2007 Core 2 Duo E4300, безсумнівно ґрунтуються на ядрі Allendale. Через зменшення кешу L2 до 2 Мб з'явилася можливість виробляти більше процесорів на одній підкладці.
Процесори Allendale з ще вдвічі зменшеним кешем L2 вийшли в середині травня під маркою Pentium Dual-Core (часто називається Pentium E).

### Merom
Merom - перша мобільна версія Core 2, випущена 27 липня 2006 (хоча, без залучення загальної уваги Merom почав надходити до виробників ПК ще в середині липня разом з Conroe)).
Merom - прем'єр-лінійка мобільних процесорів Intel з переважно тими ж функціональними можливостями як у Conroe, але з великою увагою до низькому енергоспоживанню, щоб досягти більш тривалої роботи ноутбука на одному заряді акумулятора. Intel заявив, що Merom забезпечить на 20% більшу продуктивність при тому ж енергоспоживанні, як у заснованих на Yonah процесорах Core Duo.
Merom - перший мобільний процесор Intel, розширений до 64-бітних інструкцій (EM64T).

### Penryn
Мікроархітектура, що носить кодове ім'я Penryn, дебютувала в 2007 році, будучи першою мікроархітектурою Intel, що виробляється за 45-нм технологічним процесом, з використанням металевих затворів та діелектриків High-k, які згодом будуть використані і в мікроархітектурі Nehalem. Penryn є модернізованою архітектурою Core. На основі мікроархітектури Penryn вироблялися такі дизайни ядер як Wolfdale та Yorkfield.

### Wolfdale
Wolfdale - це наступник двоядерного процесора Conroe, створений за 45 нанометровим процесом і заснований на мікроархітектурі Penryn. Процесори Core 2 Duo серій Е7ххх та Е8ххх засновані саме на цьому дизайні ядер. Процесори Pentium Dual-Core серій Е5ххх та Е6ххх побудовані на дизайні ядер Wolfdale-3М та мають 2Мб L2 кешу. 

## Core 2 Quad
Процесор Intel Core 2 Quad Q6600 з'явився в січні 2007 року і був заснований на дизайні ядер Kentsfield. Потім, в липні 2007 року, вийшов процесор Intel Core 2 Quad Q6700, який відрізнявся лише підвищеною з 2400 до 2667 МГц частотою. Але техпроцес 65 нм недостатній для чотириядерних процесорів, тому процесори на ядрі Kentsfield не набули поширення. Картина змінилася лише в березні 2008 року, коли в продаж надійшли процесори на основі дизайну ядер Yorkfield. Ядро Yorkfield виробляється з дотриманням норм 45-нм технологічного процесу, тому енергоспоживання процесорів на основі цього дизайну нижче, що дозволило значно розширити асортимент сімейства Intel Core 2 Quad. Вже в березні 2009 року чипи Kentsfield перестали сходити з конвеєра Intel. Виробництво чипів Yorkfield підійшло до кінця 7 лютого 2011 року. Процесори сімейства Intel Core 2 Quad - це останнє рішення в виконанні LGA775.

### Kentsfield
Kentsfield — дизайн ядер, що ліг в основу чотириядерних процесорів. Він був анонсований 2 листопада 2006. Анонс пройшов всього через пару місяців після анонсу дизайну Conroe у зв'язку з тим, що розробка цих дизайнів йшла одночасно. Основна модель на основі дизайну Kentsfield - Intel Core 2 Quad Q6600, він вступив до продаж 8 січня 2007 року за ціною 851 дол. Це була єдина модель аж до 22 липня 2007 року, коли надійшли в продаж моделі Intel Core 2 Quad Q6700 і Intel Core 2 Extreme QX6850 за ціною 530 і 999 дол. відповідно. Модель Intel Core 2 Extreme QX6850 була заснована на дизайні Kentsfield XE. Надалі ціна на Intel Core 2 Quad Q6600 була знижена до 266 дол., що зробило процесор загальнодоступним.
Kentsfield XE — модернізований дизайн ядер Kentsfield, який має незначні відмінності від оригіналу, а саме більш ефективну стабільність при високих частотах і вільний коефіцієнт множення. Даний дизайн використовувався в процесорах Intel Core 2 Extreme QX6700, QX6800 і QX6850.
Дизайн ядер Kentsfield має площу 286 мм² і 582 млн транзисторів. Об'єм кеш-пам'яті першого рівня становить 32 Кб для інструкцій і 32 Кб для даних на кожне ядро. Обсяг загальної кеш-пам'яті другого рівня становить 8 Мб. Для виробництва дизайну використовують норми 65-нм напівпровідникового технологічного процесу виготовлення. Енергоспоживання становить 95-105 у Kentsfield і 130 Вт у Kentsfield XE. Максимальна напруга живлення — 1,350 В. Останній степінг — G0.

### Yorkfield
Yorkfield — аналогічний Kentsfield дизайн ядер, що складається з двох чипів, але тут використовуються 45-нм чипи Wolfdale, які засновані на новій архітектурі Intel Penryn, однак вони не несуть істотних архітектурних змін в порівнянні з 65-нм чипами Conroe, заснованих на архітектурі Intel Core. Спочатку планувалося, що чипи Yorkfield надійдуть у продаж у січні 2008 року, проте дату довелося перенести на березень через виявлені помилки в дизайні. Перші моделі - Intel Core 2 Quad Q9300 і Q9450, які мали частоти 2500 і 2667 МГц і продавалися за ціною 266 і 316 доларів відповідно. У квітні з'явилася модель Intel Core 2 Quad Q9550 з частотою 2833 МГц, яка коштувала 530 дол.
Дизайн ядер Yorkfield має площу 214 мм² і 820 млн транзисторів. Об'єм кеш-пам'яті першого рівня становить 32 Кб для інструкцій і 32 Кб для даних на кожне ядро. Обсяг загальної кеш-пам'яті другого рівня становить 12 Мб. Для виробництва дизайну використовуються норми 45-нм напівпровідникового технологічного процесу виготовлення. Енергоспоживання становить 65-95 Вт у Yorkfield і Yorkfield 6M і 130 Вт у Yorkfield XE. Максимальна напруга живлення — 1,2 В. Останній степінг — R0.
Yorkfield XE - дизайн, який ліг в основу процесорів Intel Core 2 Extreme QX9650, QX9770, QX9775. Раніше всіх — 11 листопада 2007 року, тобто ще раніше, ніж вийшов основний дизайн Yorkfield - надійшов у продаж Intel Core 2 Extreme QX9650. Даний дизайн сумісний з серверним сокетом LGA771. Також особливістю дизайну можна назвати вільний коефіцієнт множення, що є природною характеристикою лінійки Intel Core 2 Extreme.
Yorkfield-6M — дизайн ядер, в основу якого увійшла пара чипів Wolfdale-3M, що використовуються в дешевих моделях Intel Core 2 Duo E7xxx. Дизайн Yorkfield-6M використовувався в моделях Intel Core 2 Quad Q9xxx в яких 6 Мб кешу другого рівня і Q8xxx, в яких 4 Мб кешу другого рівня. Кількість транзисторів в цьому дизайні скоротилося до 548 млн штук, а площа зменшилася до 162 мм².